# Ганзурино (станция)
Ганзу́рино — станция Восточно-Сибирской железной дороги на южной линии Улан-Удэ — Наушки. Расположена в посёлке при станции Ганзурино Иволгинского района Бурятии.

## История
Станция возникла в конце 1930-х годов при строительстве южной линии ВСЖД Улан-Удэ — Наушки. В 1939 году по станции прошёл первый поезд. Введена в эксплуатацию в 1940 году.

## Дальнее следование по станции
| № поезда | Маршрут движения | № поезда | Маршрут движения |
| -------- | ---------------- | -------- | ---------------- |
| 361      | Наушки — Иркутск | 362      | Иркутск — Наушки |